# Peter Jacobs
Peter Jacobs (ur. 26 września 1938 w Pinner) – brytyjski szermierz, srebrny medalista mistrzostw świata.
Podczas mistrzostw świata w Paryżu w 1965 roku Brytyjczycy w składzie: Nicholas Halsted, Bill Hoskyns, Peter Jacobs, Allan Jay i John Pelling zdobyli drużynowo srebrny medal. Był to jedyny medal wywalczony przez Jacobsa w zawodach tego cyklu.
Na igrzyskach olimpijskich w Tokio w 1964 roku zajął dziewiąte miejsce w szpadzie drużynowej, a w turnieju indywidualnym dotarł do ćwierćfinałów. Brał też udział w igrzyskach olimpijskich w Meksyku w 1968 roku, gdzie zajął drużynowo siódme miejsce.
Na igrzyskach Imperium Brytyjskiego i Wspólnoty Brytyjskiej w Perth (1962) zdobył złoto w szpadzie drużynowej oraz brąz indywidualnie. Następnie zwyciężył w szpadzie drużynowej na igrzyskach Imperium Brytyjskiego i Wspólnoty Brytyjskiej w Kingston (1966). Ponadto był najlepszy drużynowo i trzeci w szpadzie indywidualnej na igrzyskach Brytyjskiej Wspólnoty Narodów w Edynburg (1970).
Kształcił się w Queens’ College. Był członkiem komitetu wykonawczego Międzynarodowej Federacji Szermierczej (FIE), w tym przez 12 lat pełnił funkcję sekretarza-skarbnika. Kawaler Orderu Imperium Brytyjskiego. 
W latach 1962, 1964 i 1970 zdobywał mistrzostwo Wielkiej Brytanii w szpadzie indywidualnej.